# Hugh Childers
Pour les articles homonymes, voir Childers.
Hugh Culling Eardley Childers (25 juin 1827-29 janvier 1896) est un homme politique libéral britannique du XIXe siècle. Il est peut-être surtout connu pour ses efforts de réforme à l'Amirauté et au War Office. Plus tard dans sa carrière, en tant que chancelier de l'Échiquier, sa tentative de corriger un déficit budgétaire mène à la chute du gouvernement libéral dirigé par William Ewart Gladstone.

## Jeunesse
Childers est né à Londres, fils du révérend Eardley Childers et de son épouse Maria Charlotte Smith, sœur de Sir Culling Eardley (en), 3e baronnet et petite-fille de Sampson Eardley (1er baron Eardley). Il fait ses études à la Cheam School de Pestalozzi, puis au Wadham College d'Oxford et au Trinity College de Cambridge, où il obtient son baccalauréat en 1850. Les théories d'Adam Smith sur le libre-échange et le rendement du capital ont influé sur son développement intellectuel.
Childers décide alors de mener une carrière en Australie et le 26 octobre 1850 est arrivé à Melbourne, Victoria avec son épouse Emily Walker.

## Australie
Childers rejoint le gouvernement de Victoria et est inspecteur des écoles confessionnelles (c'est-à-dire les écoles protestantes et catholiques) et agent d'immigration. En 1852, il devient directeur de la Melbourne, Mount Alexander and Murray River Railway Company. Childers devient vérificateur général le 26 octobre 1852 et est nommé au Conseil législatif victorien. En 1852, il soumet à l'Assemblée législative un projet de loi proposant la création d'une université à Victoria, la deuxième en Australie après la fondation de l'Université de Sydney en 1850. Avec la réception de la sanction royale en 1853, l'Université de Melbourne est fondée, avec Childers comme premier vice-chancelier. Il est également percepteur des douanes du 5 décembre 1853 au 28 novembre 1855 et commissaire du commerce et des douanes du 28 novembre 1855 au 25 février 1857. Il est élu à la première assemblée législative victorienne de Portland en novembre 1856, un siège qu'il occupe jusqu'à sa démission en février 1857.
Il conserve la vice-chancellerie jusqu'à son retour en Grande-Bretagne en mars 1857 et obtient une maîtrise de Cambridge la même année.

## Politique britannique
En 1860, il entre à la Chambre des communes en tant que député libéral de Pontefract et, en quelques années, entre au gouvernement de Lord Palmerston, devenant lord civil de l'Amirauté en 1864 puis secrétaire financier au Trésor en 1865. 

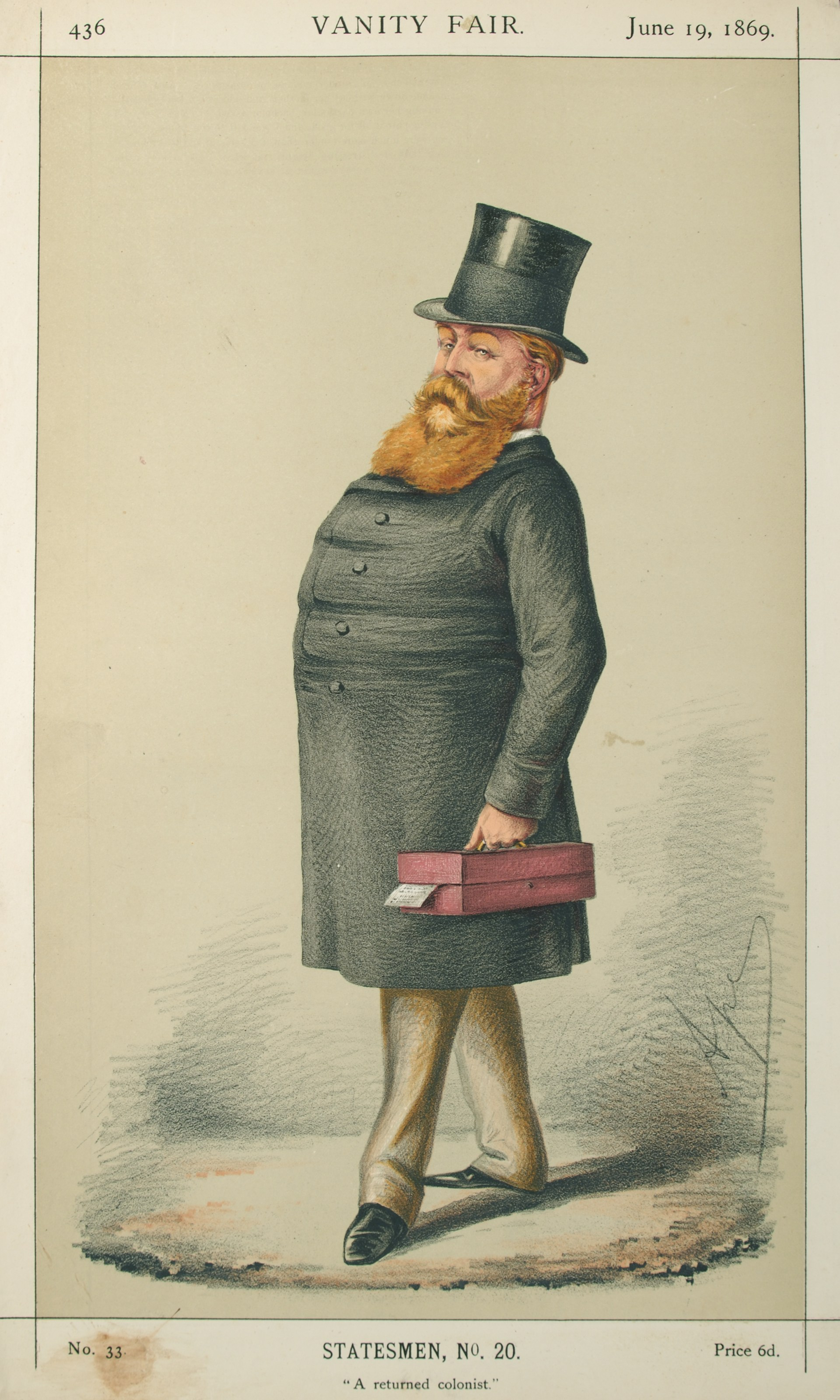
Caricature d'Ape publiée dans Vanity Fair en 1869.

Avec l'élection du gouvernement de Gladstone en décembre 1868, il devient de plus en plus important, devenant premier lord de l'amirauté. Childers "avait la réputation d'être travailleur, mais incompétent, autocratique et notoirement autoritaire dans ses relations avec ses collègues.". Il lance un programme déterminé de réduction des coûts et des effectifs, entièrement soutenu par le Premier ministre, Gladstone le décrit [Childers] comme" un homme susceptible de scruter d'un œil rigide les dépenses civiles du service naval ". Il obtient les estimations navales juste en dessous du chiffre psychologiquement important de 10 000 000 £. Childers renforce sa propre position en tant que Premier Lord en réduisant le rôle du Conseil d'amirauté à un rôle purement formel, rendant les réunions rares et courtes et confinant les Sea Lords de manière rigide aux fonctions administratives. Au départ, Childers a le soutien de l'influent contrôleur de la marine, le vice-amiral Sir Robert Spencer Robinson (en)".
Childers est responsable de la construction du HMS Captain au mépris des conseils de ses conseillers professionnels, le contrôleur (Robinson) et le chef constructeur Edward James Reed. Le capitaine est mis en service en avril 1870 et coule dans la nuit du 6 au 7 septembre 1870. Comme l'avaient prédit Robison et Reed, il n'était pas suffisamment stable. "Peu de temps avant le naufrage du cuirassé, Childers déplace son fils, l'aspirant Leonard Childers du HMS Monarch conçu par Reed sur le nouveau navire de la ligne; Leonard n'a pas survécu." Childers "fait face à de vives critiques à la suite de la cour martiale sur la perte du capitaine et tente d'effacer son nom avec un mémorandum de 359 pages, un geste qualifié d'" éthique publique douteuse ". Le vice-amiral Sir Robert Spencer Robinson écrit: "Ses efforts visaient à jeter le blâme qui pourrait être censé s’attacher à ceux qui ont exprimé leur désapprobation de telles méthodes de construction". " Childers blâme injustement Robinson pour la perte du capitaine, et à la suite de cela, Robinson est remplacé comme troisième lord et contrôleur de la marine en février 1871. « Suite à la perte de son fils et aux récriminations qui suivent, Childers démissionne en raison de sa mauvaise santé en tant que premier lord en mars 1871. »

## 1871–1880
Après sa démission, il passe quelques mois sur le continent et récupère suffisamment pour prendre ses fonctions en 1872 en tant que Chancelier du duché de Lancastre. L'élection partielle ministérielle qui s'ensuit le 15 août 1872 est la première élection parlementaire à se tenir après que la Ballot Act de 1872 exige le recours au scrutin secret.

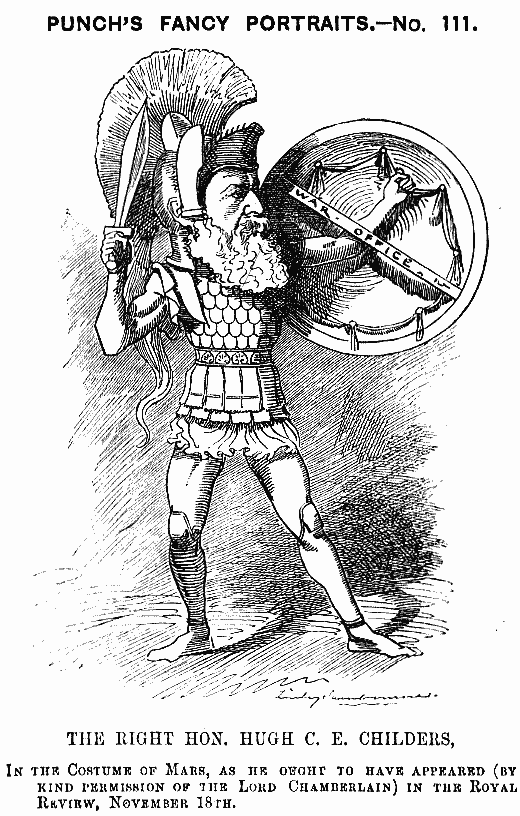
Caricature de Punch, 1882

Lorsque les libéraux reprennent le pouvoir en 1880, Childers est nommé secrétaire à la Guerre, poste qu'il accepte à contrecœur. Il doit donc assumer la responsabilité de la réduction des dépenses d’armement, politique qui suscite la controverse lorsque la Grande-Bretagne commence à se battre; d'abord contre les Boers en Afrique du Sud en 1880 puis avec l'invasion de l'Égypte en 1882. Childers est également très impopulaire auprès des Horse Guards pour le renforcement et l'expansion des réformes Cardwell. Le 1er mai 1881, il adopte l'Ordonnance générale 41, qui décrit une série d'améliorations connues sous le nom de réformes Childers.

## Chancelier de l'Échiquier
Childers devient chancelier de l'Échiquier en 1882, poste qu'il a convoité. À ce titre, il tente de mettre en œuvre une conversion des consoles en 1884. Bien que le projet se soit avéré un échec, il ouvre la voie à la conversion ultérieure en 1888. Il tente de combler un déficit budgétaire en juin 1885 en augmentant les taxes sur l'alcool et l'impôt sur le revenu. Son budget est rejeté par le Parlement et le gouvernement - déjà impopulaire en raison des événements en Égypte - est contraint de quitter ses fonctions.

## Ministre de l'Intérieur
Lors des élections qui suivent en décembre 1885, Childers perd son siège de Pontefract, mais est élu en tant que chef des partisans du Home Rule pour Édimbourg-Sud (l'un des rares libéraux à avoir adopté cette politique avant la conversion de Gladstone en 1886). Childers est ensuite ministre de l'Intérieur dans le ministère de courte durée de 1886. Il critique les clauses financières du First Home Rule Bill, et leur retrait est en grande partie dû à sa menace de démission. Néanmoins, le projet de loi n'est pas adopté et son rejet renverse le gouvernement libéral.

## La retraite et la Commission Childers

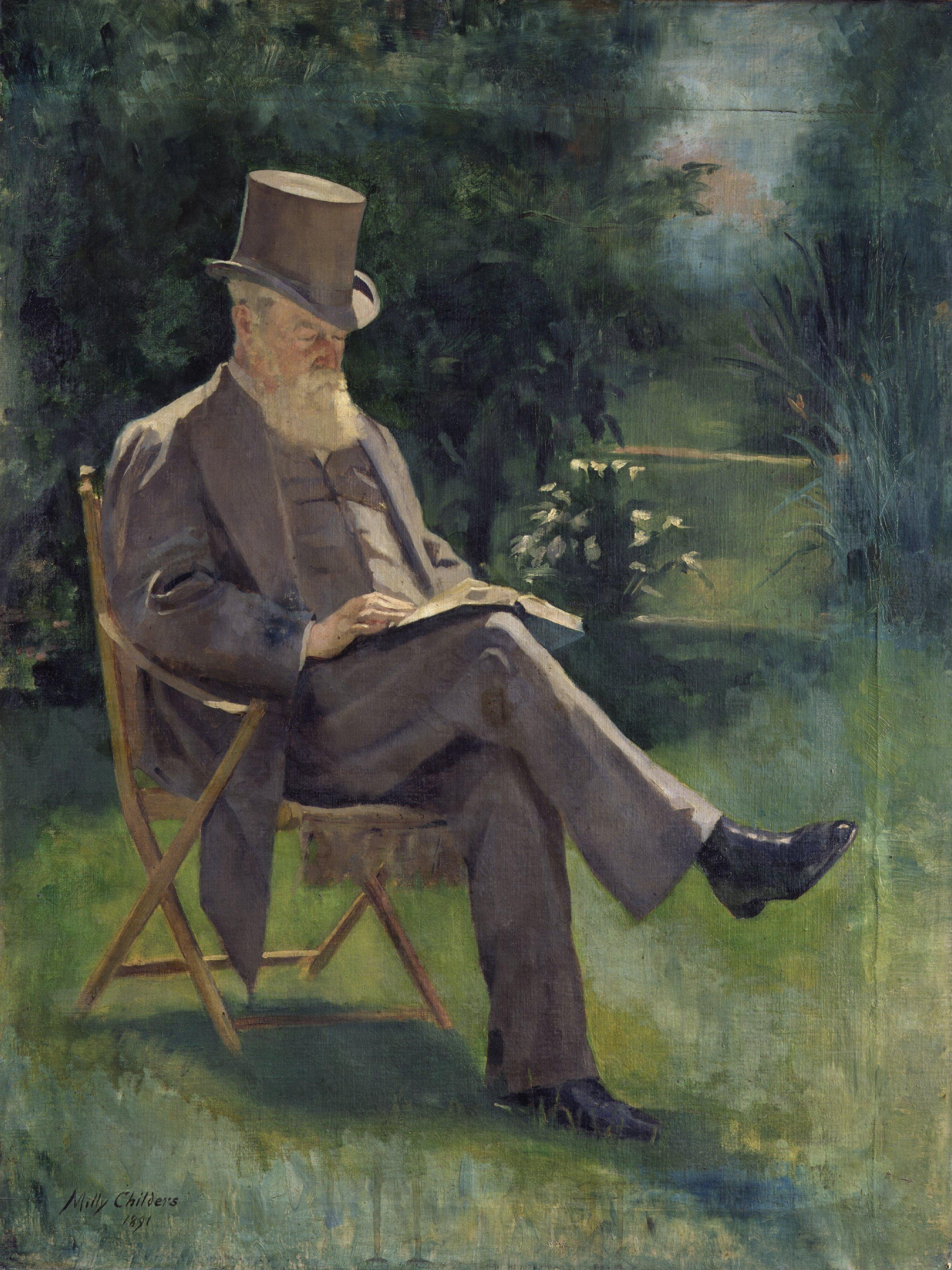
Peinture de Hugh Childers par Milly Childers

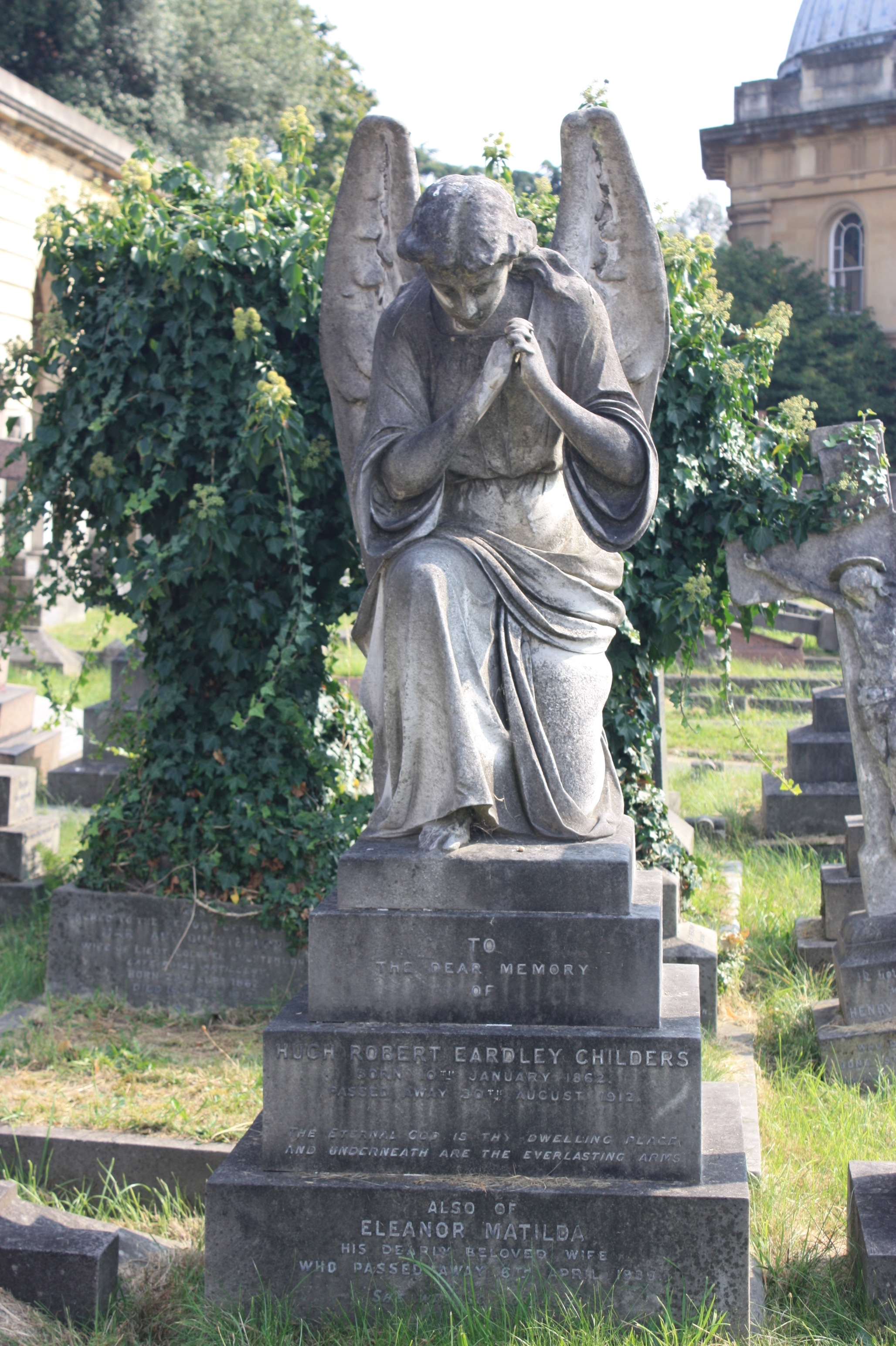
La tombe de Hugh Childers, cimetière de Brompton

Il prend sa retraite du Parlement en 1892, et son dernier travail est la rédaction d'un rapport pour la "Commission des relations financières" de 1894 sur les questions financières irlandaises, dont il est président (généralement connu sous le nom de Commission Childers). Cela permet de constater que, par rapport au reste du Royaume-Uni, l'Irlande a été surtaxée par habitant d'environ 2 ou 3 millions de livres sterling par an au cours des décennies précédentes. L'affaire est finalement débattue en mars 1897. Au cours des décennies suivantes, les nationalistes irlandais citent fréquemment le rapport comme preuve qu'une certaine forme de liberté fiscale est nécessaire pour mettre fin à la surimposition impériale, qui prolonge la pauvreté irlandaise. Leurs opposants notent que la taxe supplémentaire reçue provient d'une consommation indûment élevée de thé, de stout, de whisky et de tabac, et non de l'impôt sur le revenu. Son jeune cousin Erskine Childers écrit un livre sur la question en 1911.
Le rapport de Childers de 1894 est encore considéré comme influent en 1925 dans l'examen des positions financières mutuelles entre le nouvel État libre d'Irlande et le Royaume-Uni. En 1926, un débat au Sénat irlandais comprend des déclarations de certains sénateurs selon lesquelles, avec des intérêts composés, l'Irlande devait jusqu'à 1,2 milliard de livres sterling à la Grande-Bretagne. Cela, cependant, ignore les conditions économiques modifiées depuis 1894 et, à la veille de la sécession, l'Irlande du Sud est fortement subventionnée par le contribuable britannique. Cette réalité économique force le gouvernement initial de l'État libre d'Irlande à réduire la pension de vieillesse de cinq à quatre shillings. En 1932, au début de la guerre commerciale anglo-irlandaise, le gouvernement irlandais réclame 400 millions de livres sterling pour les surtaxes passées, entre autres, mais cela n'est pas mentionné lors du règlement du différend en 1938.

## Famille
Childers épouse Emily Walker en 1850. Ils ont six fils et deux filles. L'une de leurs filles, Emily "Milly" Childers, est peintre de portraits et de paysages. Sa première épouse est décédée en 1875 et Childers épouse Katherine Anne Gilbert en 1879. Un cousin, Erskine Childers, est l'auteur du roman d'espionnage The Riddle of the Sands, une figure importante de la guerre d'Indépendance irlandaise et de la guerre civile irlandaise (au cours de laquelle il est exécuté), et père du quatrième président irlandais, Erskine Hamilton Childers.[réf. nécessaire]
Vers la fin de sa carrière ministérielle "HCE" Childers est connu pour son embonpoint, et a donc acquis le surnom de "Here Comes Everybody", qui a ensuite été utilisé comme motif dans Finnegans Wake par James Joyce.
Childers est décédé en janvier 1896, à l'âge de 68 ans. Il est enterré sur le côté sud de la cocarde fermée centrale du cimetière de Brompton, à Londres.